# Yacu-Mama (cuento)
Yacu-Mama es un cuento del escritor peruano Ventura García Calderón, que forma parte de la colección de cuentos titulada La venganza del cóndor, publicaba en Madrid, en 1924.

## El autor
Ventura García Calderón (1886-1959) fue hijo de Francisco García Calderón, el que fue presidente del Perú bajo la ocupación chilena en 1881. Nació en París, regresando al Perú a muy temprana edad, donde cursó sus estudios. Siguió la carrera diplomática. Luego residió la mayor parte de su vida en París; buena parte de su obra está escrita en francés. Fue, por tanto, un escritor bilingüe, que se desenvolvió bajo el influjo modernista y perteneció a la Generación del 900 o arielista. Cultivó diversos géneros literarios, destacando en cuento y poesía. Fue también crítico y antologista de la literatura de su país y de América Latina.

## Publicación
En 1924, Ventura García Calderón publicó en Madrid, bajo el sello editorial de Mundo Latino, su libro La venganza del cóndor, una colección de 24 cuentos, uno de los cuales es Yacu Mama. Otros cuentos de dicha colección que todavía aparecen en las antologías escolares son: La venganza del cóndor, Coca y Fue en el Perú. Fue, en su tiempo, el libro peruano más traducido.

## Tema
El tema principal es la relación especial que existe entre el niño Jenarito y la boa Yacu-Mama, que pese a ser un animal salvaje, actúa como si fuera la protectora del niño. Temas derivados: la preocupación del padre de Jenarito por su hijo, al que deja solo en casa; y la lucha entre la boa y el tigre, que pone fin al relato. 

## Argumento
En una choza de la selva peruana viven Jenaro y su hijo Jenarito, de siete años, que es un niño criado entre los indígenas. Debido a ello, Jenarito es un chico muy fuerte y vivaz, que entabla una relación especial con una boa, la Yacu-Mama, que vive en el río. Un día, su padre se ausenta de casa para buscar víveres. Mientras se adentra en la selva, Jenaro teme por la seguridad de su hijo, al sospechar la presencia de un tigre que merodea por las cercanías. En efecto, el tigre irrumpe en la choza amenazando al niño, pero Yacu-Mama sale en su defensa. Se produce entonces una épica lucha entre los dos animales imponentes de la selva. La Yacu-Mama vence al tigre pero recibe también una herida mortal. El padre regresa cuando ya la tragedia se ha consumado, aunque gracias a la boa, su hijo resulta salvo.

## El narrador
El cuento está narrado en tercera persona. El narrador alterna entre el relato del pequeño Jenarito, que se queda encerrado en su casa, y el relato de su padre Jenaro, que va a buscar víveres.

## Escenario
Está ambientado en la selva peruana, en una choza situada a orillas del río Ucayali, así como en su entorno agreste.

## Resumen
Jenaro Valdivián y su hijo Jenarito de siete años, vivían en una choza a orillas del río Ucayali, en plena selva peruana. Cierto día, Jenaro se percató que se le acababan los alimentos y las balas. Como su sirviente indio había ido a cazar por dos o tres días, Jenaro decidió salir él mismo para comprar las provisiones.  Salió a la orilla del río y silbó largo rato; en el centro del agua un remolino de burbujas pareció responderle. Era la boa o Yacu-Mama, que seguramente estaba durmiendo y digiriendo algún animal. Jenaro cogió el machete y la carabina, y encerró en la choza a Jenarito, pese a que el niño quería acompañarle. Como consuelo, le dejó una vela de esperma y un cartucho de hormigas tostadas, que eran las golosinas de los niños salvajes.
Adentrándose en la selva en su canoa, Jenaro pareció advertir que el tigre lo estaba espiando entre la espesura del bosque. Jenaro conocía muy bien la estrategia del felino, que pacientemente vigilaba a su presa antes de atacar. Recordaba que en una noche muy obscura, vio de pronto en la lejanía dos luces rojas que sin duda eran los ojos del felino que le acechaba. Preocupado por su hijo, Jenaro consideró que no era prudente alejarse mucho de su choza y que lo mejor sería ir río abajo, hasta un asentamiento de indios abandonado, donde había un instrumento equivalente al telégrafo: el manguaré, un recio tronco horadado que al golpearlo de la manera apropiada producía diversos sonidos que se escuchaban a mucha distancia. Tal vez algún indio amigo escucharía su mensaje; o Gutiérrez, el cauchero más rico de los contornos, le despacharía víveres.
En la choza, el niño se comió la vela de esperma y las hormigas tostadas; luego tuvo sed y quiso bañarse en el río, pero no pudo abrir la puerta ya que su padre la había asegurado con el caparazón de una inmensa tortuga. El niño comenzó a gritar en lenguaje indio: «¡Yacu-Mama! ¡Yacu-Mama!» (que significa: Madre del río). Del río emergió la boa, de unos cinco metros, que avanzó retozando. De un coletazo expulsó el caparazón de la puerta y entró a la choza, ante la alegría del niño.
La boa enroscó con la cola a Jenarito y lo levantó hasta el techo de la choza. Pero de pronto, la boa volvió la cabeza hacia la selva, como percibiendo algo. De lejos se podía percibir que las aves volaban y los monos chillaban. Era evidente que algo se acercaba amenazadoramente, y efectivamente, de manera rauda, el tigre de la selva entró de un salto en la choza. La boa, con cuidado, descendió al niño en un rincón de la choza y se preparó para luchar contra el felino.
El tigre saltó sobre las fauces de la boa, pero esta lo envolvió hasta hacer crujir sus costillas. La garra del tigre, sin embargo, destrozó la lengua de la serpiente, y está aflojó por un minuto para volver a apretar otra vez, lo que terminó matando al tigre. La sangre de ambos combatientes quedó regada en el suelo. Luego de seis horas regresó Jenaro y comprendió con una mirada lo ocurrido. Abrazó al muchacho y en seguida, acarició con la mano las fauces muertas de la boa, diciendo con ternura: «¡Yacu-Mama, pobre Yacu-Mama!».

## Personajes

### Principales
- Jenaro Valdivián: Es un criollo asentado en la selva peruana, que vive en una choza junto a su hijo, niño aún.
- Jenarito: Hijo de Jenaro Valdivián, niño de siete años, educado por los indios selváticos. Merece el apodo de «El Hércules de siete años» por su fuerza y vivacidad.
- Yacu-Mama o la boa de cinco metros, que vivía en el fondo del río y que parecía un animal doméstico de Jenarito, a cuyo llamado acudía.
- El tigre (que en realidad sería un otorongo), que desató una batalla contra la boa, en la que ambos mueren.

### Secundarios
- El indio conivo, sirviente de Jenaro, que flechaba monos gordos para luego convertirlos en exquisitos manjares, y traía regalos para Jenarito.
- Gutiérrez: El cauchero más rico de los contornos.

## Análisis
El cuento posee una buena técnica narrativa. Destaca por su precisión descriptiva. La narración es un díptico, es decir, se desdobla en dos vertientes: una es el relato del padre, Jenaro, que se ausenta de su casa para buscar víveres; el otro es del hijo, el niño Jenarito, que queda solo en casa y llama a la boa Yacu Mama para jugar con ella.
Para Ricardo González Vigil, en Yacu-Mama «aflora una prosa íntima y tierna, acorde a la idealización edénica de la naturaleza silvestre y el espesor trágico del episodio».
El cuento recuerda a la obra literaria de Rudyard Kipling por la temática que propone: un ser humano ayudado por un animal. El niño Jenarito se asemeja a Mowgli de El libro de la selva.

## Mensaje
Jenarito es un niño criollo, es decir, hijo de un aventurero de la ciudad instalado en la selva, presumiblemente para hacer negocios con el caucho. Pero por criarse junto con los indígenas, el niño adopta las costumbres selváticas y se compenetra en ese mundo, que cuenta con valores mucho más elevados que los de la llamada “civilización”, ya que convive en armonía con la naturaleza.